# Pseudoagnara abdalkurii
Pseudoagnara abdalkurii es una especie de crustáceo isópodo terrestre de la familia Agnaridae.

## Distribución geográfica
Es endémica de Abd al Kuri.